# 山口県立下関東高等学校
山口県立下関東高等学校（やまぐちけんりつしものせきひがしこうとうがっこう）は、かつて山口県下関市に存在した公立高等学校。

## 概要
山口県立豊浦高等学校と山口県立長府女子高等学校が、1949年度から1953年度にかけて統合されていた期間の校名。1954年度に統合を解消し、豊浦高校と長府女子高校から改称した山口県立長府高等学校に分離した。